# Joseph Desmazes
Pour les articles homonymes, voir Desmazes.
Joseph Desmazes, né le 16 novembre 1806 à Saint-Pierre (Martinique) et mort le 23 septembre 1882 à Paris, est un homme politique français.

## Biographie
Il intègre la Marine royale et le 22 juin 1840 devient commis principal de la Marine à la Martinique, puis sous-commissaire de 2ème classe à la Guadeloupe le 6 décembre 1845,.
Il est gouverneur par intérim à la Martinique, à la Guyane, à la Réunion et à la Guadeloupe (en 1864). Le 30 janvier 1878, il devient sénateur de la Martinique et siège à gauche.
Il décède le 23 septembre 1882 des suites d'une apoplexie.

## Détail des fonctions et des mandats
Mandats locaux
- Conseiller municipal de Fort-de-France
- Conseiller général du canton du Mouillage
- Président du Conseil général de la Martinique

Mandats parlementaires
- 27 février 1876 - 5 janvier 1879 : Sénateur de la Martinique
- 5 janvier 1879 - 23 septembre 1882 : Sénateur de la Martinique